# Angelonia integerrima
Angelonia integerrima là một loài thực vật có hoa trong họ Mã đề. Loài này được Spreng. mô tả khoa học đầu tiên năm 1827.